# Sześcian poczwórny

Sześcian poczwórny

Sześcian poczwórny – jeden z wielościanów Catalana. Posiada 14 wierzchołków, 24 trójkątne ściany oraz 36 krawędzi. Jest dualny do ośmiościanu ściętego, jednego z wielościanów archimedesowych.  Można go sobie wyobrażać jako sześcian z doklejonymi do każdej ściany ostrosłupami prawidłowymi czworokątnymi o ścianach bocznych będących trójkątami równoramiennymi. W bryłę można wpisać sześcian, ośmiościan i stellę octangulę, tak, że ich wierzchołki się pokryją.

## Wzory i właściwości
- Objętość:

{\displaystyle V={\frac {3a^{3}}{2}}=81({\frac {\sqrt {2}}{8}})}
- Pole powierzchni:

{\displaystyle 3a^{2}{\sqrt {5}}}
- Kąt między ścianami:

{\displaystyle \alpha =\arccos({\frac {-4}{5}})\approx 143,13^{\circ }}

## Występowanie w naturze
W naturze spotyka się go w kryształach miedzi i związkach fluoru.